# اپیستمه

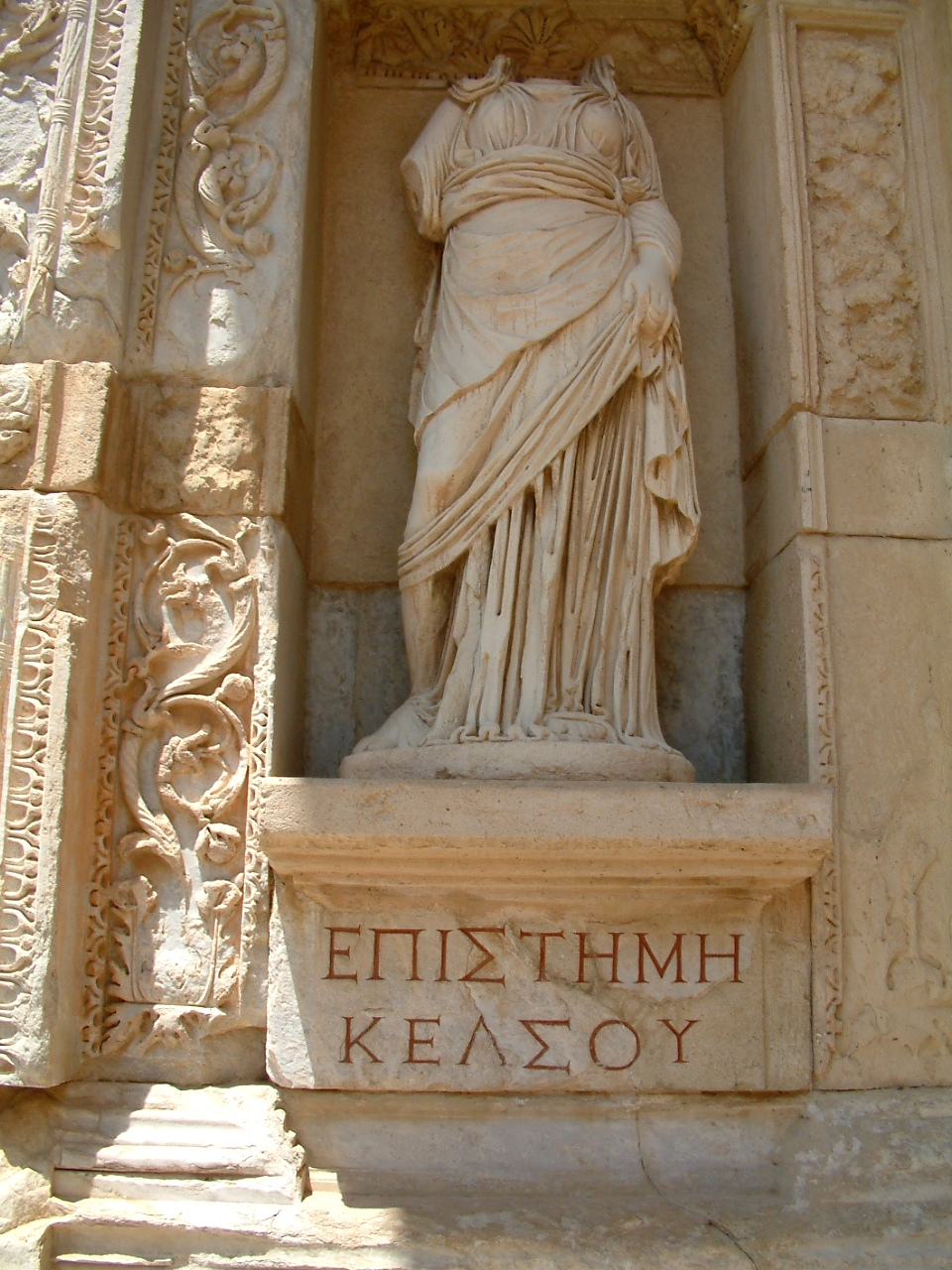
شخصیت پردازی اپیستمه در کتابخانه سلسوس در افسس، ترکیه

اپیستِمِه در فلسفه، (به انگلیسی: Episteme); (یونانی باستان: ἐπιστήμη epistēmē "علم، دانش"؛ (به فرانسوی: épistème)) دانش یا درک است. اصطلاح معرفت (شاخهٔ فلسفه در باب معرفت) از اپیستِمِه گرفته شده‌است. میشل فوکو در تحلیل مرفولوژیک دانش به وجود قالب‌های معرفتی بنیادین به نام اپیستمه اشاره می‌کند یعنی هر یک از ادوار تاریخی ترکیب خاصی از دانش اجتماعی ایجاد می‌کنند که فوکو آن را یک اپیستمه یعنی شناخت یا صورت‌بندی دانایی می‌نامد.
فوکو اپیستمه را این‌گونه تعریف می‌کند: همه مناسباتی که میان بخش‌های گوناگون علم در طول یک دوره مفروض موجودند. سه شناخت موردنظر فوکو عبارت‌اند از دانش موجودات زنده، دانش قوانین زبان و دانش امور اقتصادی.

## تاریخچه

### افلاطون
افلاطون، به پیروی از گزنفون، اپیستمه را در برابر دوکسا قرار می‌دهد: باور یا عقیده رایج. اصطلاح اپستمه نیز از techne متمایز می‌شود: یک صنعت یا عمل کاربردی. در «گفتگوی پروتاگوراس-افلاطون» سقراط اشاره می‌کند که نوس و اپیستمه پیش‌نیاز مکتب تدبیر و احتیاط (فرادانی) هستند.